# غوستافو بورغز
غوستافو بورغز (بالبرتغالية: Gustavo Borges‏) هو فنان قصص مصورة برازيلي، ولد في 28 يونيو 1995 في البرازيل.

## وصلات خارجية
- الموقع الرسمي